# Maria di Meclemburgo-Strelitz
Maria di Meclemburgo-Strelitz, il cui nome completo era Vittoria Maria Augusta Luisa Antonietta Carolina Leopoldina (Neustrelitz, 8 maggio 1878 – Oberkassel, 14 ottobre 1948), era la figlia maggiore di Adolfo Federico V, granduca di Meclemburgo-Strelitz, e della moglie, la principessa Elisabetta di Anhalt.

## Infanzia e gioventù
Ancora giovane, Maria rimase incinta di un servo di palazzo, un uomo sposato di nome Hecht, incarico di spegnere le luci a gas nelle stanze da letto dei figli della coppia granducale. Molti dei cugini di Maria, tra cui anche re Giorgio V del Regno Unito e l'imperatore Guglielmo II di Germania, ritenevano che la granduchessina fosse stata «ipnotizzata», mentre la regina Vittoria pensava fosse stata «drogata». Hecht venne dispensato dal servizio con l'accusa di furto; la sua seguente azione legale contro la famiglia granducale rese pubblici i dettagli della storia, che fu particolarmente evidenziata nei titoli dei quotidiani radicali.
Nel 1898 nacque una figlia, che venne cresciuta sotto la protezione della nonna di Maria, la granduchessa Augusta, nata principessa Augusta di Cambridge.

## Primo matrimonio
Maria si recò in Francia, dove incontrò il conte George Jametel (1859-1944), figlio di Ernest Jametel, un banchiere e produttore di farmaci; egli aveva ricevuto il titolo nobiliare di conte papalino da Leone XIII nel 1886. Maria e George si sposarono il 22 giugno 1899 nella cappella cattolica di St. Elizabeth, a Richmond Park, nei pressi di White Lodge, residenza della prozia di Maria, Maria Adelaide di Cambridge, duchessa di Teck. Venne celebrata una seconda cerimonia anglicana lo stesso giorno nella chiesa parrocchiale di Kew. Nonostante il matrimonio fosse morganatico, molti membri della famiglia di Maria parteciparono alle nozze, tra cui i nonni, i genitori e tre fratelli e sorelle; il pranzo venne offerto dal prozio, il Duca di Cambridge, a Cambridge Cottage, a Kew.
Maria e George ricevettero un'importante somma di denaro, circa 200 000 dollari, dal padre di lei; si stabilirono a Parigi, nel Faubourg St. Germain, ed ebbero due figli:
- George (3 febbraio 1904 – 1982);
- Marie Auguste (11 settembre 1905 – 24 settembre 1969).

Il marito di Maria ebbe numerose relazioni extraconiugali, tra le quali la più nota fu quella con l'infanta Eulalia di Borbone-Spagna. Nel gennaio 1908 Maria fece domanda di divorzio; venne riconosciuto che George aveva sposato Maria per denaro, continuando il suo affair con Eulalia. Nell'agosto successivo il fratello diciannovenne di Maria, il duca Carlo Borwin, decise di difendere l'onore della sorella con un duello, nel quale però rimase ucciso. Maria e George divorziarono il 31 dicembre 1908; avendo perso le sue ricchezze nella causa di divorzio, Maria ricominciò ad utilizzare i suoi titoli meclemburghesi e si trasferì nel rione Blasewitz di Dresda.

## Secondo matrimonio
L'11 agosto 1914, a Neustrelitz, Maria sposò il principe Giulio Ernesto di Lippe (1873-1952), terzo figlio del conte Ernesto II di Lippe-Biesterfeld e quindi zio del principe consorte Bernhard dei Paesi Bassi.
Dopo il matrimonio la coppia visse a Blasewitz; ebbero due figli:
- Elisabetta (n. 23 gennaio 1916 - 16 maggio 2013), sposò il principe Ernesto Augusto di Solms-Braunfels;
- Ernesto Augusto (1º aprile 1917 – 15 giugno 1990), fu un pretendente al ruolo di capo della Casa di Lippe.

Maria morì all'età di settant'anni ad Oberkassel, vicino a Bonn; è sepolta assieme al secondo marito nel mausoleo della famiglia Lippe nell'abbazia di Heisterbach.

## Antenati
|                                            |                              |                                    | Genitori                          |  |  | Nonni |  |  | Bisnonni                        |  |  | Trisnonni                        |  |
|                                            |                              |                                    |                                   |  |  |       |  |  | Giorgio di Meclemburgo-Strelitz |  |  | Carlo II di Meclemburgo-Strelitz |  |
|                                            |                              |                                    |                                   |  |  |       |  |  | Giorgio di Meclemburgo-Strelitz |  |  | Carlo II di Meclemburgo-Strelitz |  |
|                                            |                              | Federica d'Assia-Darmstadt         |                                   |  |  |       |  |  | Giorgio di Meclemburgo-Strelitz |  |  |                                  |  |
| Federico Guglielmo di Meclemburgo-Strelitz |                              |                                    |                                   |  |  |       |  |  | Giorgio di Meclemburgo-Strelitz |  |  |                                  |  |
|                                            |                              | Maria di Assia-Kassel              | Federico d'Assia-Kassel           |  |  |       |  |  |                                 |  |  |                                  |  |
|                                            |                              | Maria di Assia-Kassel              | Federico d'Assia-Kassel           |  |  |       |  |  |                                 |  |  |                                  |  |
|                                            |                              | Maria di Assia-Kassel              | Carolina di Nassau-Usingen        |  |  |       |  |  |                                 |  |  |                                  |  |
| Adolfo Federico V di Meclemburgo-Strelitz  |                              | Maria di Assia-Kassel              |                                   |  |  |       |  |  |                                 |  |  |                                  |  |
|                                            |                              | Principe Adolfo, Duca di Cambridge | Giorgio III del Regno Unito       |  |  |       |  |  |                                 |  |  |                                  |  |
|                                            |                              | Principe Adolfo, Duca di Cambridge | Giorgio III del Regno Unito       |  |  |       |  |  |                                 |  |  |                                  |  |
|                                            |                              | Principe Adolfo, Duca di Cambridge | Carlotta di Meclemburgo-Strelitz  |  |  |       |  |  |                                 |  |  |                                  |  |
| Augusta di Cambridge                       |                              | Principe Adolfo, Duca di Cambridge |                                   |  |  |       |  |  |                                 |  |  |                                  |  |
|                                            |                              | Augusta di Assia-Kassel            | Federico d'Assia-Kassel           |  |  |       |  |  |                                 |  |  |                                  |  |
|                                            |                              | Augusta di Assia-Kassel            | Federico d'Assia-Kassel           |  |  |       |  |  |                                 |  |  |                                  |  |
|                                            |                              | Augusta di Assia-Kassel            | Carolina di Nassau-Usingen        |  |  |       |  |  |                                 |  |  |                                  |  |
| Maria di Meclemburgo-Strelitz              |                              | Augusta di Assia-Kassel            |                                   |  |  |       |  |  |                                 |  |  |                                  |  |
|                                            | Leopoldo IV di Anhalt-Dessau | Federico di Anhalt-Dessau          |                                   |  |  |       |  |  |                                 |  |  |                                  |  |
|                                            | Leopoldo IV di Anhalt-Dessau | Federico di Anhalt-Dessau          |                                   |  |  |       |  |  |                                 |  |  |                                  |  |
|                                            | Leopoldo IV di Anhalt-Dessau | Amalia d'Assia-Homburg             |                                   |  |  |       |  |  |                                 |  |  |                                  |  |
| Federico I di Anhalt                       | Leopoldo IV di Anhalt-Dessau |                                    |                                   |  |  |       |  |  |                                 |  |  |                                  |  |
|                                            |                              | Federica di Prussia                | Luigi di Prussia                  |  |  |       |  |  |                                 |  |  |                                  |  |
|                                            |                              | Federica di Prussia                | Luigi di Prussia                  |  |  |       |  |  |                                 |  |  |                                  |  |
|                                            |                              | Federica di Prussia                | Federica di Meclemburgo-Strelitz  |  |  |       |  |  |                                 |  |  |                                  |  |
| Elisabetta di Anhalt                       |                              | Federica di Prussia                |                                   |  |  |       |  |  |                                 |  |  |                                  |  |
|                                            |                              | Edoardo di Sassonia-Altenburg      | Federico di Sassonia-Altenburg    |  |  |       |  |  |                                 |  |  |                                  |  |
|                                            |                              | Edoardo di Sassonia-Altenburg      | Federico di Sassonia-Altenburg    |  |  |       |  |  |                                 |  |  |                                  |  |
|                                            |                              | Edoardo di Sassonia-Altenburg      | Carlotta di Meclemburgo-Strelitz  |  |  |       |  |  |                                 |  |  |                                  |  |
| Antonietta di Sassonia-Altenburg           |                              | Edoardo di Sassonia-Altenburg      |                                   |  |  |       |  |  |                                 |  |  |                                  |  |
|                                            |                              | Amalia di Hohenzollern-Sigmaringen | Carlo di Hohenzollern-Sigmaringen |  |  |       |  |  |                                 |  |  |                                  |  |
|                                            |                              | Amalia di Hohenzollern-Sigmaringen | Carlo di Hohenzollern-Sigmaringen |  |  |       |  |  |                                 |  |  |                                  |  |
|                                            |                              | Amalia di Hohenzollern-Sigmaringen | Maria Antonietta Murat            |  |  |       |  |  |                                 |  |  |                                  |  |
|                                            |                              | Amalia di Hohenzollern-Sigmaringen |                                   |  |  |       |  |  |                                 |  |  |                                  |  |